# Ena Mahmutovic
Ena Mahmutovic (* 23. Dezember 2003 in Duisburg) ist eine deutsche Fußballspielerin. Sie spielt für den Bundesligisten FC Bayern München und für die A-Nationalmannschaft.

## Karriere

### Vereine
Mahmutovic, in Duisburg geboren und aufgewachsen, begann als Torhüterin bei Eintracht Duisburg mit dem Fußballspielen, ehe sie in die D-Jugendmannschaft des MSV Duisburg wechselte. Der B-Jugendmannschaft zugehörig kam sie vom 1. Oktober 2016 bis zum 21. Mai 2017 in 14 Punktspielen der B-Juniorinnen-Niederrheinliga zum Einsatz. Vom 10. September bis zum 18. November 2017 bestritt sie acht weitere Punktspiele in dieser Spielklasse. In diesem Zeitraum kam sie am 23. September 2017 auch das erste Mal in der B-Juniorinnen-Bundesliga zum Einsatz, dem sie bis zum 28. April 2018 sechs weitere hinzufügen konnte.
Mit Saisonbeginn 2019/20 rückte sie in die Erste Mannschaft auf, für die sie am 30. Mai 2020 (17. Spieltag) ihr Pflichtspieldebüt gab. In der Bundesligaauswärtsbegegnung mit Bayer 04 Leverkusen wurde sie beim 2:0-Sieg in der 90. Minute als Feldspielerin für Meret Günster eingewechselt. In der Folgesaison bestritt sie bereits vier Punktspiele, davon die letzten drei der Saison. Nach dem Abstieg bestritt sie acht Punktspiele in der 2. Bundesliga, aus der sie mit ihrer Mannschaft als Zweitplatzierter in die Bundesliga zurückkehrte. Während dieser Spielklassenzugehörigkeit debütierte sie auch im Wettbewerb um den DFB-Pokal. Im heimischen PCC-Stadion unterlag sie am 27. September 2021 dem VfL Wolfsburg mit 1:3 in der 2. Runde. In der Saison 2022/23 bestritt sie die ersten acht Punktspiele, sowie vom 10. bis zum 12. Spieltag drei weitere. In der Saison 2023/24 avancierte sie zur Stammtorhüterin der Duisburgerinnen.
Nach dem Abstieg des MSV Duisburg am Saisonende 2023/24 wurde sie vom FC Bayern München verpflichtet und mit einem bis zum 30. Juni 2027 datierten Vertrag ausgestattet. Ihr Pflichtspieldebüt gab sie am 4. November 2024 (8. Spieltag) beim 1:1-Unentschieden im Heimspiel gegen Eintracht Frankfurt. In der Champions League kam Mahmutovic erstmals am 21. November 2024 beim Gruppenspiel gegen Vålerenga Oslo zum Einsatz. Im Rahmen der ersten Austragung des Kleinfeldturniers World Sevens Football im Mai 2025 gewann Mahmutovic mit Bayern München nicht nur das Turnier, sondern wurde darüber hinaus auch mit dem Golden Glove als beste Torhüterin des Turniers ausgezeichnet.

### Auswahl-/Nationalmannschaft
Als Spielerin der U18-Auswahlmannschaft des Fußballverbandes Niederrhein kam sie vom 3. bis 6. Oktober 2019 an der Sportschule Wedau in drei Begegnungen um den Länderpokal zum Einsatz.
Sie gehörte dem 21-köpfigen Kader der U20-Nationalmannschaft für das in Costa Rica ausgetragene Turnier um die Weltmeisterschaft 2022 an, wurde jedoch nicht eingesetzt. Ihre Mannschaft schied bereits nach der Vorrunde der Gruppe B aus dem Turnier aus.
Vom 14. bis 19. Februar 2023 nahm Ena Mahmutovic an dem Trainingslager der DFB-Frauen in Marbella teil und wurde für das Länderspiel gegen die Nationalmannschaft Schwedens am 21. Februar 2023 in der Duisburger Schauinsland-Reisen-Arena – der ersten Bewährungsprobe im WM-Jahr – erstmals für die A-Nationalmannschaft von Bundestrainerin Martina Voss-Tecklenburg nominiert. Bei der Reaktivierung der U23-Nationalmannschaft im Spieljahr 2024 kam sie am 24. Oktober in Frankfurt am Main beim 3:0-Sieg über die U23-Nationalmannschaft Frankreichs zum Einsatz. Ihr Debüt in der A-Nationalmannschaft erfolgte am 2. Dezember 2024 in Bochum im letzten Länderspiel des Jahres gegen die Nationalmannschaft Italiens. Für die Fußball-Europameisterschaft der Frauen 2025 war sie im Kader der Nationalmannschaft, die im Halbfinale ausschied.

## Erfolge
- Deutscher Meister 2025
- DFB-Pokal-Sieger 2025
- DFB-Supercup-Sieger 2024 (ohne Einsatz)

## Auszeichnung
- Duisburgs Sportlerin des Jahres 2023[12]